# Juan Thornhill
(en) Statistiques sur pro-football-reference
Juan Thornhill, né le 19 octobre 1995 à Altavista en Virginie, est un sportif professionnel américain de football américain jouant au poste de safety depuis la saison 2019 au sein de la National Football League (NFL) et pour les Steelers de Pittsburgh dès la saison 2025.
Au niveau universitaire, il a joué pendant quatre saisons dans la NCAA Division I FBS pour les Cavaliers de l'université de Virginie avant d'être sélectionné en 63e choix global lors du 2e tour de la draft 2019 de la NFL par la franchise des Chiefs de Kansas City. Il rejoint ensuite les Browns de Cleveland en 2023 et les Steelers en 2025.

## Biographie

### Jeunesse
Thornhill fréquente le lycée Altavista à Altavista en Virginie où il pratique le football américain aux postes de safety et de quarterback. Thornhill joue également au basket-ball. Il s'engage avec les Cavaliers de l'université de Virginie pour jouer au football américain universitaire.

### Carrière universitaire
Thornhill joue aux postes de cornerback et de safety avec les Cavaliers de la Virginie dans la NCAA Division I FBS de 2015 à 2018. Thornhill y décroche un diplôme en anthropologie en décembre 2018. Pendant sa carrière universitaire, il totalise 208 plaquages, 13 interceptions et 1,5 sack.

### Carrière professionnelle
| Taille              | Poids           | Bras           | Main          | Sprint   | Sprint   | Sprint   | Shuttle 20 yards | 3 cones drill | Détente          | Détente             | Développé couché | Test Wonderlic |
| Taille              | Poids           | Bras           | Main          | 40 yards | 10 yards | 20 yards | Shuttle 20 yards | 3 cones drill | verticale        | horizontale         | Développé couché | Test Wonderlic |
| 1,84 m (6 ft 0¼ in) | 93 kg (205 lbs) | 79 cm (31⅛ in) | 22 cm (8¾ in) | 4,42 s   | 1,57 s   | 2,60 s   | -                | -             | 112 cm (44,0 in) | 3,58 m (11 ft 9 in) | 21               | -              |

#### Draft
Les Chiefs de Kansas City sélectionnent Thornhill en 63e choix global lors du deuxième tour de la draft 2019 de la NFL. Il est le sixième safety à y être sélectionné. Les Chiefs avaient obtenu ce choix de deuxième tour à la suite d'un transfert avec les Rams de Los Angeles en 2018.

#### Chiefs de Kansas City
Le 14 mai 2019, les Chiefs et Thornhill signent un contrat de quatre ans pour un montant de 4,64 millions de dollars dont 1,79 garantis et un bonus à la signature de 1,37 million,. Lors du camp d'entraînement, Thornhill entre en compétition pour le poste de free safety titulaire avec le vétéran Daniel Sorensen, le poste étant vacant après que les Chiefs aient coupé Eric Berry et après le départ d'Eric Murray (en) lors de la free agency. L'entraîneur principal Andy Reid désigne Thornhill en tant que remplaçant de Daniel Sorensen pour le poste au début de la saison régulière.
Il fait ses débuts en saison régulière et obtient sa première titularisation pour le match d'ouverture de la saison des Chiefs gagné 40 à 26 contre les Jaguars de Jacksonville. Il y réussit huit plaquages dont cinq en solo.
En 6e semaine contre les Texans de Houston, Thornhill réussit la première interception de sa carrière professionnelle sur une passe de Deshaun Watson malgré la défaite 24 à 31. En 13e semaine contre les Raiders d'Oakland, Thornhill intercepte une passe lancée par Derek Carr et la retourne sur 46 yards pour inscrire le touchdown (victoire 40 à 9). Il termine son impressionnante saison rookie avec trois interceptions et 42 plaquages.
Le 29 décembre 2019, Thornhill se déchire le ligament croisé gauche lors du match contre les Chargers de Los Angeles. Cette blessure l'empêche de participer à la phase finale après avoir été titulaire lors des 16 matchs de saison régulière. Sans Thornhill, les Chiefs gagnent le Super Bowl LIV disputé contre les 49ers de San Francisco sur le score de 31 à 20. Placé dans la liste des blessés au début du camp d'entraînement le 31 juillet 2020, il effectue son retour dans l'effectif principal le 19 août 2020.
Thornhill réussit sa première interception de la saison en 4e semaine lors de la victoire 26 à 10 contre les Patriots de la Nouvelle-Angleterre. Thornhill finit la saison 2020 avec 41 plaquages, trois passes déviées et une interception. Thornhill aide les Chiefs à se qualifier pour le Super Bowl LV qu'ils perdent 9 à 31 face aux Buccaneers de Tampa Bay.
En 2022, Thornhill gagne son deuxième Super Bowl en quatre ans, les Chiefs battant les Eagles de Philadelphie 38 à 35 lors du Super Bowl LVII. Thornhill réussit lors de ce match cinq plaquages et une passe défendue.

#### Browns de Cleveland
Le 16 mars 2023, Thornhill signe un contrat de trois ans avec les Browns de Cleveland.
Désigné titulaire au poste de safety aux côtés de Grant Delpit (en) par l'entraîneur principal Kevin Stefanski, la saison de Thornhill est marquée par une blessure au mollet qui l'empêche de disputer le premier match de la saison ainsi que ceux des semaines 14 à 16. En 11 matchs, il affiche un bilan de 54 plaquages dont 41 en solo et une passe déviée.
Toujours considéré titulaire en 2024, Thornhill est placé sur la liste des réservistes dès le 11 septembre, sa blessure au mollet s'étant à nouveau aggravée lors du premier match de la saison. Il rate cinq matchs, revient à la compétition mais doit de nouveau rejoindre le banc lors du match contre les Broncos en 13e semaine gêné à nouveau par son mollet. Il termine sa deuxième saison chez les Browns avec un bilan en 11 matchs disputés de 49 plaquages dont 31 en solo et trois passes déviées.
Le 24 février 2025, Thornhill est libéré par les Browns.

#### Steelers de Pittsburgh
Le 17 mars 2025, Thornhill signe un contrat d'un an avec les Steelers de Pittsburgh.

## Palmarès
- Vainqueur des Super Bowls LIV et LVII avec les Chiefs de Kansas City ;
- Sélectionné dans l'équipe des meilleurs rookies de la saison 2019 ;
- Sélectionné dans la 1re équipe de la conférence ACC en 2018 ;
- Sélectionné dans la 3e équipe de la conférence ACC en 2017.